# مطار الدبة
مطار الدبة (إياتا: EDB، إيكاو: HSDB) هو مطار يخدم مدينة الدبة في السودان.